# Marianne Rosenberg

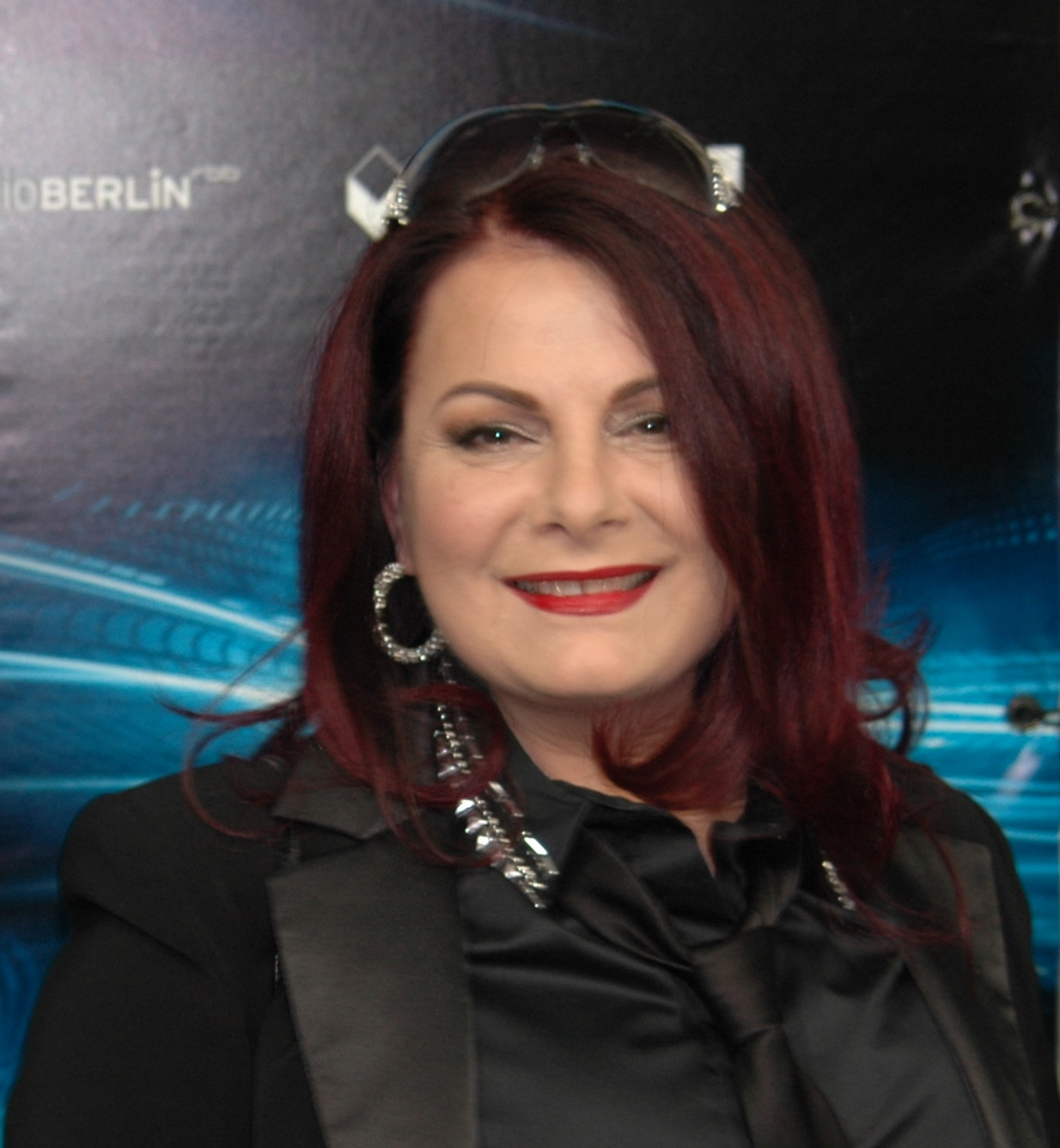
Marianne Rosenberg (2014)

Marianne Rosenberg (nascida em 10 de março de 1955 Berlim) é uma cantora e compositora de música alemã (schlager e pop).
Ela é a quinta de sete filhos do sobrevivente de Auschwitz Otto Rosenberg que fazia parte dos Roma. Ela gravou a sua primeira canção, Mr. Paul McCartney, depois de vencer um concurso de talentos com a idade de catorze anos.
Os seus maiores sucessos incluem Fremder Mann, Er gehört zu mir (também gravado em Inglês como How Can I Go Now?), Ich bin wie du, Lieder der Nacht e Marleen, todos estes muito bem sucedidos na Alemanha Ocidental em meados da década de 1970.
Em 1989, entrou novamente nos Top's com a canção "I Need Your Love Tonight", escrito por Dieter Bohlen. A canção aparece na banda sonora de Rivalen Der Rennbahn.

## Festival Eurovisão da Canção
"Er gehört zu mir" foi uma das músicas finalistas da Alemanha em 1975, na seleção duma canção para a competição do Festival Eurovisão da Canção, mas apenas alcançou o décimo lugar. Tentativas de Rosenberg para cantar no Festival deram uma reviravolta surpreendente em 1976, quando foi pré-seleccionada para representar o Luxemburgo com a canção "Tout peut arriver au cinema". Embora não tenha vencido, passou a ser um hit alemão sob o título "Lieder der Nacht". Em 1978, Rosenberg participa novamente na Alemenha, mas desta vez é colocada em sétima posição com "Nein, weinen werd' ich nicht". Não tão bem-sucedida foi sua participação em 1980 com "Ich werd’ da sein, wenn es Sturm gibt", que obteve o décimo segundo (e último) lugar. A última participação de Marianne Rosenberg para a final da Eurovisão da Canção foi em 1982 com a canção "Blue-Jeans-Kinder", uma balada, que alcançou a oitava posição.
Ela também obteve sucesso nos Top's de outros países europeus, incluindo a Áustria e a Holanda. Rosenberg também é considerada um ícone gay em vários países, como a Holanda e sua terra natal, Alemanha.
Em 2004, Rosenberg re-lançou Marleen em versão remixada e com um novo vídeo promocional. O single alcançou o 33 lugar no Top oficial Alemão compilado pela Media Control. O acompanhamento individual Er gehört zu mir alcançou o 77 lugar. Ambos os singles foram retirados do seu álbum de 2004 Für heute wie immer, que alcançou a 12 ª posição no Top alemão.
Em 2008, Rosenberg lançou o seu primeiro álbum de jazz, I'm a Woman.

## Discografia
- 1970 Mr. Paul McCartney (D-Charts: # 33)
- 1972 Fremder Mann (D-Charts: # 8)
- 1972 Er ist nicht wie du (D-Charts: # 5)
- 1972 Warum gerade ich (D-Charts: # 26)
- 1973 Jeder Weg hat mal ein Ende (D-Charts: # 9)
- 1973 Laß dir Zeit (D-Charts: # 40)
- 1974 Ein Stern erwacht (D-Chart: # 21)
- 1974 Wären Tränen aus Gold (D-Charts: # 20)
- 1975 Karneval (D-Charts: # 46)
- 1975 Er gehört zu mir (D-Charts: # 7)
- 1975 Ich bin wie du (D-Charts: # 18)
- 1976 Lieder der Nacht (D-Charts: # 6)
- 1977 Marleen (D-Charts: # 5)
- 1977 Einen Tag mehr als für immer (So lang' werde ich dich lieben) (D-Charts: # 45)
- 1977 Nimm dir Zeit für sie (Eh' die zeit sie dir nimmt)
- 1978 Schade, ich kann dich nicht lieben
- 1978 Cariblue
- 1978 Andreas
- 1979 Wo ist Jane
- 1979 Herz aus Glas (D-Charts: # 25)
- 1979 Und die Liebe, sie kam
- 1980 Sie ist kalt
- 1980 Traumexpress
- 1980 Ruf an! (D-Charts: # 54)
- 1980 Ich hab' auf Liebe gesetzt (D-Charts: # 31)
- 1982 Nur Sieger stehn im Licht (D-Charts: # 32)
- 1982 Der Mann vom Kartell
- 1989 I Need Your Love Tonight (D-Charts: # 56)
- 1989 Ich denk' an dich
- 1990 Eins/zwei/drei Ich hab gedacht es ist vorbei
- 1992 Nur eine Nacht
- 1992 Nie mehr so wie es war
- 2000 Himmlisch
- 2000 Wieder da
- 2000 Gift
- 2001 Nur das Beste
- 2004 Lieder der Nacht-Special ed.
- 2004 Für Immer Wie Heute (D-Charts: # 12)
- 2008 I'm a Woman
- 2011 Regenrhythmus (D-Charts: # 29)